# Chopinzinho
Chopinzinho is een gemeente in de Braziliaanse deelstaat Paraná. De gemeente telt 19.517 inwoners (schatting 2009).